# 九三学社黑龙江省委员会
九三学社黑龙江省委员会，简称九三学社黑龙江省委、九三黑龙江省委、黑龙江九三学社，是九三学社在黑龙江省的地方组织。